# Adozione nazionale
L'adozione nazionale, secondo la legislazione italiana, è l'adozione che si realizza quando il minore viene dichiarato adottabile da un tribunale per i minorenni del territorio nazionale. Il termine nazionale non fa quindi riferimento alla nazionalità o a caratteristiche di appartenenza etnica del minore, ma solo al fatto che l'autorità competente è quella italiana in quanto l'adottabilità del bambino viene riscontrata nel territorio nazionale.

## Procedura per intraprendere l'adozione nazionale in Italia
Di seguito è descritta la procedura utilizzata per realizzare l'adozione nazionale.

### La domanda di adozione
Il procedimento inizia con la domanda di adozione inviata al Tribunale per i minorenni competente per territorio di residenza. Nel caso di residenti all'estero, il tribunale competente è quello dell'ultimo domicilio o, in mancanza, quello di Roma.
Alcuni Tribunali per i minorenni richiedono che la domanda di adozione sia indirizzata preventivamente ai Servizi socio-assistenziali. Si occuperanno questi ultimi di informare i coniugi richiedenti e, nel caso questi confermino la loro volontà ad adottare, ad informare il tribunale della disponibilità dei coniugi. Si tratta di una prassi controversa in quanto secondo l'art. 22 della legge 184/1983, come modificata dalla 149/2001, i coniugi devono presentare domanda al tribunale e non ai servizi socio-assistenziali.
La domanda può essere redatta in carta semplice anche se alcuni Tribunali richiedono di redigere la dichiarazione in un modulo prestampato, che può differire da un tribunale ad un altro, e che può contenere domande riguardo eventuali limitazioni della disponibilità dei richiedenti riguardanti, tra le altre, lo stato di salute del minore, l'accettazione o meno del rischio giuridico, la disponibilità ad accogliere più fratelli.

### Indagini per la valutazione dell'idoneità dei coniugi
Il tribunale, per poter valutare l'idoneità dei coniugi ad adottare un minore, dispone una indagine di natura psicosociale, affidandola ai servizi sociali, un'altra indirizzata alle autorità di pubblica sicurezza ed infine una serie di indagini di natura sanitaria, di solito realizzate dai dipartimenti di Medicina Legale di Salute Mentale.
La domanda potrà essere valutata solo quando tutte e tre le relazioni saranno pervenute al Tribunale per i Minorenni.

#### Relazione psicosociale
I servizi sociali presenti sul territorio, collaborano con il tribunale, a cui devono fornire elementi utili, nella forma di una serie di relazioni, atti alla valutazione dei coniugi, valutazione che spetta comunque al Tribunale (Non è infrequente il caso di valutazioni difformi dei Tribunali rispetto alle conclusioni dei rapporti prodotti dai servizi sociali). I servizi sociali, generalmente, si avvalgono di équipe di assistenti sociali e psicologi, che raccolgono elementi utili a valutare l'eventuale idoneità a educare ed istruire e di mantenere un minore o più minori, a seconda della disponibilità dei coniugi.  Al termine dell'istruttoria, i servizi sociali territoriali raccoglieranno tutti gli elementi utili e redigeranno una relazione che verrà inviata al Tribunale per i minorenni che li ha attivati. Questa serie di accertamenti a carico dei servizi sociali territoriali dovrebbero durare al massimo 4 mesi, dall'invio della documentazione da parte del Tribunale per i minorenni.

#### Relazione della Pubblica Sicurezza
Anche gli organi di Pubblica sicurezza, competenti nella zona di residenza dei coniugi aspiranti, effettueranno ricerche sui coniugi, inviandola al Tribunale competente per la valutazione dell'idoneità dei coniugi.

#### Relazione sanitaria
Infine sono disposte anche una serie di indagini di natura sanitaria, di solito realizzate dai dipartimenti di Medicina Legale di Salute Mentale.

### L'idoneità dei coniugi
Letti i pareri e la relazione dei Servizi sociali, il Tribunale, previo ulteriore colloquio con un Giudice, decide autonomamente (quindi anche in difformità con quanto espresso nelle relazioni raccolte) se considerare idonea o non idonea all'adozione i coniugi. Il Tribunale potrebbe richiedere, se lo ritenesse opportuno, ulteriori approfondimenti.
Questa fase termina con l'inserimento del fascicolo relativo ai coniugi che hanno presentato domanda in un archivio delle coppie idonee ad adottare. Questo di per sé non ha alcuna rilevanza giuridica, e quindi non dà ai richiedenti alcuna informazione o certezza che la loro domanda avrà un seguito, che potrà realizzarsi solo dall'incontro (abbinamento) tra le specifiche caratteristiche ed esigenze del minore da adottare e le caratteristiche delle coppie che sono state giudicate potenzialmente idonee ad adottare. È responsabilità del Tribunale verificare nei casi concreti la migliore soluzione per il minore (l'interesse prevalente è sempre quello del minore) e realizzare quindi l'incontro tra minore adottabile e coniugi idonei, ovvero il cosiddetto abbinamento.

### Abbinamento tra il minore e i coniugi
Quando un minore si trova in stato permanente di abbandono, il Tribunale per i minorenni emette un decreto di adottabilità. Provvederà, quindi, ad individuare, tra tutte le coppie che hanno presentato la disponibilità, quella più idonea al minore stesso.
Il Tribunale dei minori provvede a comunicare ai coniugi individuati l'avvenuto abbinamento, le informazioni mediche sullo stato di salute del minore ed eventuali informazioni riguardanti la sua storia. In questo momento, avendo tutte le informazioni sul minore da adottare, i coniugi devono decidere se continuare o meno nel procedimento adottivo.

### Incontro
A questo punto si realizza l'incontro tra minore e coniugi che può assumere forme diverse, stabilite dal Tribunale concordemente con i servizi sociali che hanno in carico il minore, in relazione alle caratteristiche e necessità del minore.
L'avvicinamento potrà avvenire attraverso i cosiddetti Primi contatti, durante i quali il minore, che continua ad essere ospite della struttura dove è stato collocato, e la coppia iniziano a fare la reciproca conoscenza, con il supporto degli operatori dei servizi sociali.
Può anche prendere la forma, qualora il Tribunale ne ravvisi la necessità in relazione al caso concreto del minore, del collocamento provvisorio del minore preso la residenza dei coniugi, sempre con il supporto e la vigilanza degli operatori dei servizi sociali.
Difficilmente nella pratica si realizza immediatamente il caso in cui, effettuato l'abbinamento, il Tribunale decreti l'affidamento pre-adottivo, della durata di un anno, che è l'atto necessario perché parta il termine dell'anno, scaduto il quale l'adozione si ritiene definitiva. Nella prassi l'affidamento pre-adottivo viene dichiarato dopo un periodo, non quantificabile a priori, durante il quale si realizza la reciproca conoscenza, e Tribunale e Servizi hanno potuto verificare la sussistenza di tutti i requisiti a garanzia del minore.

## Affidamento pre-adottivo
Il periodo tra la dichiarazione di affidamento pre-adottivo sentenza finale di adozione qualche volta è impropriamente indicato come post-adozione. In effetti in questa fase l'adozione non si è ancora perfezionata. Non si tratta quindi di un periodo che segue l'adozione, ma un periodo nel quale viene conclusa. Durante questo arco di tempo, i servizi sociali territoriali, su richiesta del Tribunale per i Minorenni di competenza, vigilano e assistono l'inserimento del minore in famiglia. Al termine del periodo, inviano una relazione finale al Tribunale stesso. Il procedimento termina con la dichiarazione di adozione del minore, che produce tutti gli effetti giuridici che normalmente si realizzano con la nascita.

## Adozione in casi particolari
Con tale tipo di adozione il minore mantiene i legami giuridici e di fatto con la famiglia d'origine e aggiunge il legame parentale anche con il genitore (ipotesi sub b) o i genitori (ipotesi sub d) ricorrenti. Il minore mantiene il cognome originario aggiungendo il cognome della famiglia adottiva.
Le adozioni ex art 44 lett b) l. 184/83 sono le adozioni del minore figlio del coniuge. Le adozioni ex art 44 lett d) sono adozioni che vengono disposte quando, per ragioni particolari, non si può procedere con l'affidamento preadottivo, in altre parole quando si tratta di minori per i quali non sussistono i presupposti per la cosiddetta adozione legittimante. Il caso più frequente è costituito da minori che si trovano in famiglia affidataria e che, dopo diversi anni di inserimento in famiglia, chiedono di essere adottati. Si tratta in alcuni casi della cosiddetta adozione mite poiché non viene reciso il legame con la famiglia d'origine.

## Accesso alle informazioni sui genitori biologici
I genitori adottivi, su autorizzazione del tribunale per i minorenni, possono accedere alle informazioni riguardanti i genitori biologici dell'adottato solo qualora esistano gravi e comprovati motivi. Tali informazioni, in caso di urgenza e di grave pericolo per la salute del minore, possono essere fornite anche ai responsabili delle strutture ospedaliere e sanitarie.
Una volta compiuti i 25 anni l'adottato può accedere alle notizie riguardanti i genitori biologici presentando istanza al Tribunale dei minorenni. Può farlo anche raggiunta la maggiore età se sussistono gravi motivi. L'accesso alle notizie è autorizzato con decreto.
Nel caso che la madre biologica abbia dichiarato alla nascita di non voler essere nominata, l'adottato non può avere accesso alle informazioni.

## Rischio giuridico
Nell'adozione nazionale, alla coppia viene richiesto un parere riguardo alla propria posizione verso quello che viene comunemente chiamato rischio giuridico. Si tratta della possibilità che il minore ritorni alla famiglia di origine (oppure ai parenti sino al 4º grado) durante un periodo di collocamento provvisorio definito dal Tribunale. In questo periodo il bambino viene provvisoriamente assegnato alla famiglia adottiva, ma non è ancora stato emesso il Decreto di Affidamento Preadottivo.
Se un minore viene dichiarato adottabile con rischio giuridico, entro 30 giorni dalla notifica del provvedimento di adottabilità, i parenti fino al 4º grado possono impugnare il provvedimento alla Corte di Appello. Entro 30 giorni dalla notifica della sentenza della Corte di Appello potranno presentare ulteriore ricorso alla Corte di cassazione. In questo caso, i tempi del rischio giuridico rischiano di allungarsi notevolmente, dipendendo quindi anche dalla magistratura ordinaria.
Durante il periodo di collocamento provvisorio il Tribunale nomina un Tutore, presso il quale il minore avrà residenza. Questi non potrà recarsi all'estero e le vaccinazioni di legge devono essere comunicate al Tutore per le iscrizioni presso la competente ASL.